# ثمام صوفي
ثُمَام صوفيّ عشبة علفية زراعية مهدها الهند من جنس ثمام. ساقها تعلو من 120 إلى 250 سم. عصفها عريض مستطيل. سبلتها كبيرة القد طولها من 20 إلى 30 سم. لونها إلى الأحمر العابق.